# Mario Puppo
Mario Puppo (Genova, 17 marzo 1913 – Trento, 19 maggio 1989) è stato un critico letterario italiano.

## Biografia
Puppo insegnò lingua e letteratura italiana all'Università di Genova. Studioso in particolar modo di autori ottocenteschi, tra le sue numerose pubblicazioni figurano Manuale critico-bibliografico per lo studio della letteratura italiana (1954), Studi sul Romanticismo (1969), Poesia e verità. Interpretazioni manzoniane (1979), La critica letteraria del Novecento. Orientamenti e problemi (1991).